# Musette (Oboe)

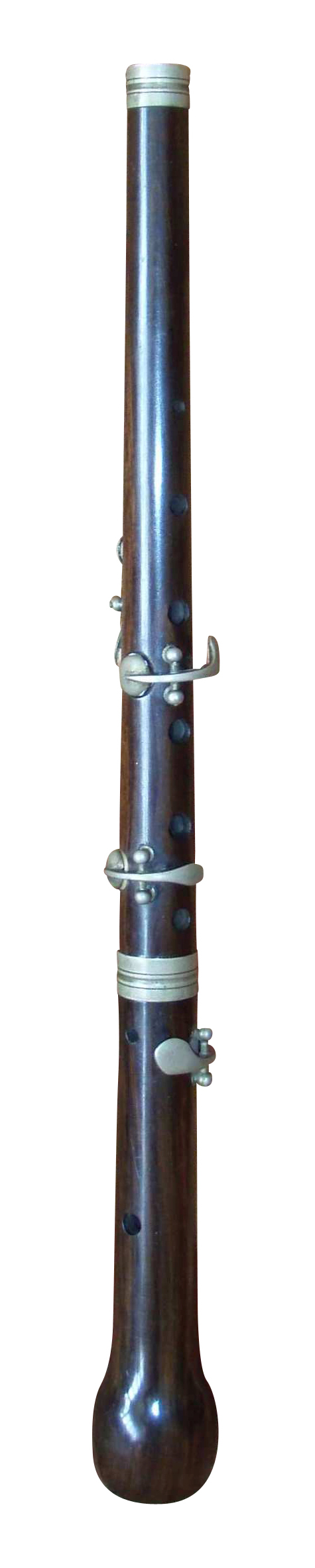
Musette von 1834

Eine Musette oder Piccolooboe ist eine auf D, Es, F oder G gestimmte Variante der Oboe. Sie ist etwas kürzer als eine normale Oboe, ihre Stimmung ist entsprechend höher.

## Beschreibung
Die Musette war ein Modeinstrument in der Barockmusik und existierte in der Barockzeit in auf D und Es gestimmten Varianten, die vor allem in Paris hergestellt wurden. Später geriet dann die Musette weitgehend in Vergessenheit, allerdings wurde im 19. Jahrhundert noch eine in G gestimmte Version hergestellt, die unter anderem von dem Dirigenten Louis Antoine Jullien in seinem Orchester verwendet wurde, um den Klang schottischer Dudelsäcke zu imitieren. Der Pariser Oboenbauer Frédéric Triébert versuchte im 19. Jahrhundert eine Wiedereinführung der älteren auf Es gestimmten Musette, blieb damit jedoch erfolglos. 1931 stellte die Firma Wilhelm Heckel in Deutschland kurzzeitig einige Musetten her.
Ab 1945 nahm das Interesse an der Musette wieder etwas zu. Sie wurde unter anderem von den Oboisten Lothar Faber und Ernest Rombout gespielt und moderne Komponisten wie Paolo Renosto und Bruno Maderna haben sie in einigen ihrer Werke verwandt.
Die Musette wird außerdem in besonderen Orchestern für Doppelrohrblattinstrumente (Bandes de Hautbois) wieder eingesetzt.
Zeitgenössische Oboenhersteller, die auch Musetten bauen, sind die Firmen F. Lorée und Marigaux aus Frankreich (gestimmt in F) sowie Fratelli Patricola aus Italien (gestimmt in Es).